# Mistrzostwa Świata w Short Tracku 2021
45. edycja Mistrzostw Świata w Short Tracku odbywała się w dniach 5–7 marca 2021 w Optisport Sportboulevard w holenderskim Dordrechcie. Organizatorem zawodów była Międzynarodowa Unia Łyżwiarska. Reprezentacje Chin, Korei Południowej i Wielkiej Brytanii wycofały się z turnieju z powodu problemów logistycznych spowodowanych ograniczeniami w przemieszczaniu się związanymi z pandemią COVID-19. Klasyfikację medalową wygrała reprezentacja Holandii z dorobkiem dwunastu medali przed Węgrami (siedem krążków) i Kanadą (pięć).

## Harmonogram
Wszystkie godziny są podane według czasu lokalnego:
| Data    | Godzina | Konkurencja                     |
| ------- | ------- | ------------------------------- |
| 5 marca | 10:00   | Eliminacje                      |
| 5 marca | 16:00   | Eliminacje                      |
| 6 marca | 13:47   | 1500 metrów kobiet              |
| 6 marca | 13:47   | 1500 metrów mężczyzn            |
| 6 marca | 13:47   | 500 metrów kobiet               |
| 6 marca | 13:47   | 500 metrów mężczyzn             |
| 7 marca | 14:02   | 1000 metrów kobiet              |
| 7 marca | 14:02   | 1000 metrów mężczyzn            |
| 7 marca | 14:02   | Superfinał 3000 metrów kobiet   |
| 7 marca | 14:02   | Superfinał 3000 metrów mężczyzn |
| 7 marca | 14:02   | Sztafeta 3000 metrów kobiet     |
| 7 marca | 14:02   | Sztafeta 5000 metrów mężczyzn   |

## Klasyfikacja medalowa
Pogrubieniem oznaczono kraj będący gospodarzem mistrzostw (Holandia):
| Lp.    | Kraj                          | Złoto | Srebro | Brąz | Razem |
| 1.     | Holandia                      | 7     | 2      | 3    | 12    |
| 2.     | Węgry                         | 3     | 3      | 1    | 7     |
| 3.     | Kanada                        | 1     | 3      | 1    | 5     |
| 4.     | Francja                       | 1     | 1      | 0    | 2     |
| 5.     | Włochy                        | 0     | 1      | 5    | 6     |
| 6.     | Rosyjska Federacja Łyżwiarska | 0     | 1      | 2    | 3     |
| 7.     | Belgia                        | 0     | 1      | 0    | 1     |
| Ogółem | Ogółem                        | 12    | 12     | 12   | 36    |

## Medaliści i medalistki

### Mężczyźni
| Konkurencja            | Złoto                                                                       | Czas     | Srebro                                                                                   | Czas     | Brąz                                                                        | Czas     |
| ---------------------- | --------------------------------------------------------------------------- | -------- | ---------------------------------------------------------------------------------------- | -------- | --------------------------------------------------------------------------- | -------- |
| 500 metrów             | Shaoang Liu                                                                 | 40.524   | Siemion Jelistratow                                                                      | 40.603   | Pietro Sighel                                                               | 40.673   |
| 1000 metrów            | Shaolin Sándor Liu                                                          | 1:25.901 | Shaoang Liu                                                                              | 1:26.000 | Pietro Sighel                                                               | 1:26.083 |
| 1500 metrów            | Charles Hamelin                                                             | 2:18.143 | Itzhak de Laat                                                                           | 2:18.202 | Siemion Jelistratow                                                         | 2:18.296 |
| Superfinał 3000 metrów | Sébastien Lepape                                                            | 4:47.602 | Itzhak de Laat                                                                           | 4:55.162 | Shaolin Sándor Liu                                                          | 4:58.602 |
| Wielobój               | Shaoang Liu                                                                 | 60 pkt   | Shaolin Sándor Liu                                                                       | 55 pkt   | Siemion Jelistratow                                                         | 44 pkt   |
| Sztafeta 5000 metrów   | Holandia Daan Breeuwsma · Itzhak de Laat · Sjinkie Knegt · Jens van ’t Wout | 6:46.161 | Węgry Csaba Burján · John-Henry Krueger · Shaoang Liu · Shaolin Sándor Liu · Alex Varnyú | 6:55.809 | Włochy Yuri Confortola · Tommaso Dotti · Pietro Sighel · Luca Spechenhauser | 6:56.554 |

### Kobiety
| Konkurencja            | Złoto                                                                                              | Czas     | Srebro                                                                                 | Czas     | Brąz                                                                                               | Czas     |
| ---------------------- | -------------------------------------------------------------------------------------------------- | -------- | -------------------------------------------------------------------------------------- | -------- | -------------------------------------------------------------------------------------------------- | -------- |
| 500 metrów             | Suzanne Schulting                                                                                  | 42.661   | Arianna Fontana                                                                        | 42.719   | Selma Poutsma                                                                                      | 42.850   |
| 1000 metrów            | Suzanne Schulting                                                                                  | 1:26.854 | Hanne Desmet                                                                           | 1:26.993 | Courtney Sarault                                                                                   | 1:27.470 |
| 1500 metrów            | Suzanne Schulting                                                                                  | 2:36.884 | Courtney Sarault                                                                       | 2:37.089 | Xandra Velzeboer                                                                                   | 2:37.109 |
| Superfinał 3000 metrów | Suzanne Schulting                                                                                  | 5:21.602 | Courtney Sarault                                                                       | 5:21.773 | Selma Poutsma                                                                                      | 5:22.629 |
| Wielobój               | Suzanne Schulting                                                                                  | 136 pkt  | Courtney Sarault                                                                       | 58 pkt   | Arianna Fontana                                                                                    | 39 pkt   |
| Sztafeta 3000 metrów   | Holandia Selma Poutsma · Suzanne Schulting · Yara van Kerkhof · Xandra Velzeboer · Rianne de Vries | 4:08.024 | Francja Gwendoline Daudet · Tifany Huot-Marchand · Aurélie Leveque · Aurélie Monvoisin | 4:10.267 | Włochy Arianna Fontana · Cynthia Mascitto · Arianna Sighel · Martina Valcepina · Arianna Valcepina | 4:17.631 |